# Histona H1
La histona H1 es una de las cinco familias principales de proteínas histonas, las cuales son componentes de la cromatina dentro de los núcleos de las células eucariotas. Aunque está altamente conservada evolutivamente, la histona H1 es la histona con la secuencia más variable entre especies.

## Estructura

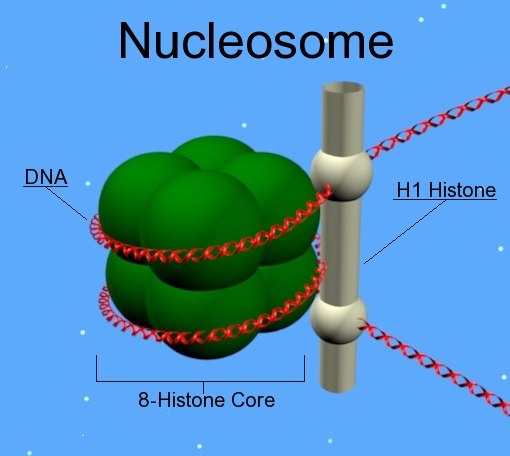
Diagrama de la localización de la proteína H1 en el nucleosoma.

Muchas de las proteínas H1 de metazoos incluyen un centro globular con un dominio en "hélice alada" y extremos C- y N-terminal largos. H1 está involucrada en el empaquetamiento de las subestructuras en forma de "cuentas en cuerda" en una estructura de orden superior, cuyos detalles aún no se han resuelto. Las proteínas H1 en organismos protistas y bacterias, denominadas como nucleoproteínas HC1 y HC2 (Pfam PF07432, PF07382), no tienen ni el dominio central ni la cola del extremo N-terminal.
La histona H1 está menos conservada evolutivamente que otras histonas, siendo su dominio globular la parte más conservada.

## Función
A diferencia de otras histonas, H1 no forma parte de la estructura en "cuenta" de los nucleosomas. Se sitúa encima de estos, manteniendo estable el ADN que se encuentra envolviendo el nucleosoma. Los niveles de H1 son 50% menores respecto a los de las otras cuatro histonas, las cuales contribuyen en pares a la estructura del nucleosoma. Además de unirse a este, la proteína H1 se une al ADN espaciador, una región del ADN de longitud, aproximadamente, de 20-80 nucleótidos y situada entre cada nucleosoma. Esto ayuda a la estabilidad de la fibra en zig-zag de 30 nanómetros (nm) de la cromatina. Estudios sobre las fibras de cromatina purificadas han permitido conocer más en detalle la histona H1. La extracción iónica de H1 de la cromatina promueve su desempaquetamiento en condiciones hipotónicas de las fibras de 30 nm de ancho hasta formar matrices de nucleosomas en forma de perlas.
No se sabe si la histona H1 promueve la formación de fibras de cromatina en solenoide, en las que el ADN espaciador expuesto es más corto, o si tan solo promueve un cambio en el ángulo de los nucleosomas adyacentes sin afectar a la longitud del ADN espaciador. Sin embargo, se ha comprobado que las histonas ligadoras dirigen el empaquetamiento de las fibras de cromatina que se han reconstituido in vitro utilizando matrices de ADN sintético del elemento fuerte '601' de los nucleosomas. Los experimentos de interacciones ADN-proteínas y de digestión por nucleasas sugieren que el dominio globular de la histona H1 se posiciona cerca de la díada del nucleosoma, donde se oculta una longitud de 15-30 bp de ADN adicional. Además, experimentos con cromatina reconstituida indican que existe un motivo de secuencia característico en la díada en presencia de H1. A pesar de las lagunas en el conocimiento sobre la proteína H1, se ha planteado un modelo general de cómo el dominio globular de H1 cierra el nucleosoma al entrecruzar el ADN entrante y saliente, mientras que la cola se une al ADN espaciador y neutraliza su carga negativa.
Múltiples experimentos sobre la función de H1 se han desarrollado en cromatina procesada y purificada en condiciones hipotónicas, pero el rol de H1 in vivo está menos claro. Estudios celulares han mostrado que la sobreexpresión de H1 puede generar morfologías aberrantes en el núcleo celular y la estructura de la cromatina, y que H1 puede servir tanto como regulador negativo como positivo de la regulación transcripcional, dependiendo del gen. En extractos de óvulos de Xenopus, la deleción de H1 causa una duplicación, aproximadamente, de la extensión de los cromosomas mitóticos, mientras que la sobreexpresión causa que los cromosomas se hiper-compacten en una masa inseparable. La desactivación completa de H1 in vivo no ha sido posible en organismos multicelulares debido a la existencia de múltiples isoformas que pueden estar presentes en grupos de diferentes genes. Sin embargo, diferentes isoformas de histonas ligadoras han sido delecionadas en Tetrahymena, C. elegans, Arabidposis, Drosophila, y ratón, resultando en múltiples defectos específicos de organismo en la morfología nuclear, estructura de la cromatina, metilación del ADN y/o expresión génica específica.

## Dinámica
Aunque la mayoría de las histonas H1 en el núcleo celular se unen a la cromatina, estas se desplazan entre diferentes regiones de la cromatina a una velocidad bastante alta.
Esto plantea dificultades para comprender cómo una proteína tan dinámica podría ser un componente estructural de la cromatina, aunque se ha sugerido que el equilibrio estacionario en el núcleo sigue favoreciendo fuertemente la asociación entre H1 y la cromatina, implicando que a pesar de esta dinámica, la mayoría de H1 está unida a la cromatina en todo momento. H1 compacta y estabiliza el ADN durante el empaquetamiento de la cromatina, lo que sugiere que la unión dinámica de H1 puede proveer protección al ADN en situaciones en las que los nucleosomas tienen que ser retirados.
Los factores citoplasmáticos parecen ser necesarios para el intercambio dinámico de la histona H1 en la cromatina, pero aún tienen que ser identificadas de manera específica. La dinámica de H1 puede estar mediada, hasta cierto grado, por modificaciones como la O-glicosilación y la fosforilación. La O-glicosilación de H1 puede promover la condensación de la cromatina. Se ha comprobado que la fosforilación durante la interfase disminuye la afinidad de H1 por la cromatina y puede promover el desempaquetamiento de la cromatina y transcripción activa. Sin embargo, la fosforilación durante la mitosis incrementa la afinidad de H1 por los cromosomas, promoviendo su condensación.

## Isoformas
La familia de proteínas H1 en animales incluye múltiples isoformas de H1 que se pueden expresar en tejidos y estadios del desarrollo diferentes o solapantes en un mismo organismo. Se desconoce la razón de la existencia de estas múltiples isoformas, pero tanto su conservación evolutiva desde los erizos de mar hasta los humanos como las diferencias significativas entre sus secuencias sugieren que no son funcionalmente equivalentes. Una de estas isoformas es la histona H5, la cual se encuentra en eritrocitos de aves, los cuales son diferentes a los eritrocitos de mamíferos en que sí tienen núcleo. Otra isoforma es H1M (también llamada B4 y H1foo), en ovocitos/zigotos de erizos de mar, ranas, ratón y humano, la cual es reemplazada en el embrión por las isoformas somáticas H1A-E y H10, similares a H5. A pesar de tener más cargas negativas que las isoformas negativas, H1M se une con una mayor afinidad a cromosomas mitóticos en extractos de ovocitos de Xenopus.

## Modificaciones postraduccionales
De manera similar a otras histonas, la familia de proteínas H1 recibe extensas modificaciones postraduccionales (PTMs). Esto incluye fosforilación de serina y treonina, acetilación de lisina, metilación de lisina y ubiquitinización. Estas modificaciones tienen una variedad de funciones pero están menos estudiadas que las modificaciones postraduccionales en otras histonas.